# Cozuelos de Fuentidueña
Cozuelos de Fuentidueña és un municipi de la província de Segòvia, a la comunitat autònoma de Castella i Lleó. Limita al Nord amb Vegafría i Fuentesaúco de Fuentidueña, al Sud amb Adrados, i Hontalbilla, a l'Est amb Fuentepiñel i a l'Oest amb Perosillo.

## Demografia
| 1991 | 1996 | 2001 | 2006 |
| ---- | ---- | ---- | ---- |
| 249  | 217  | 188  | 160  |